# Gio Bianco
Gio Bianco, nome artístico de Giovanna Bianco (São Paulo, 1983), é uma cantora e compositora e escritora brasileira; formada em jornalismo.

## Biografia
Gio Bianco é nascida em uma família de músicos, e começou a cantar com nove anos de idade. Sua mãe Eliane Bianco é pianista e seu irmão compositor.
Sua carreira profissional teve inicio em 2015, e, três anos mais tarde, passou a divulgar seu trabalho autoral. Ganhou maior notoriedade nacional trabalhando como jurada do programa de TV Canta Comigo, Reality show musical feito em parceria da Netflix com a Record TV e  apresentado por Rodrigo Faro.
Com a repercussão de seus trabalhos, Gio Bianco tem cada vez mais aumentado a quantidade de seguidores nas sua redes sociais, tendo chegado a marca de 100 mil. Em 2020, Gio deu início ao seu trabalho autoral com a gravadora Midas Music, de Rick Bonadio. Gil Bianco concorreu, junto aos maiores nomes da cultura pop nacional, na categoria ‘Artista a Despontar’ do prêmio ‘BreakTudo Awards’, premiação que reconhece os destaques da música, internet e televisão.
Em 2023 suas releituras de canções, sucessos nacionais, foram bastante executadas nas rádios brasileiras especializadas em MPB. A regravação da canção de Ivete Sangalo “Não Precisa Mudar”, feita por Gio Bianco, manteve-se na primeira colocação nas faixas musicais executadas na categoria MPB desde agosto de 2023, de acordo com o Crowley Broadcast Analysis do Brasil, organização que confere a audiência das emissoras do Brasil. Entre as suas releituras destacam-se, também, canções como ‘Só Tinha de Ser com Você’, de Tom Jobim e ‘Sozinho’, de Peninha.
Anteriormente Gio Bianco, num dueto com André Mota, já havia se destacado do mesmo modo com a música “Ainda Lembro”, de Marisa Monte, ficando cinco meses na primeira colocação musical das rádios.
Ainda em 2023, Gio Bianco lançou o álbum musical “Covers”, que possui entre outras, canções de Rita Lee e Cyndi Lauper. Para 2024 ela pretende lançar um álbum apenas com suas canções autorais, deixando de lado as regravações e releituras de clássicas canções da música nacional; para tal objetivo ela tem trabalhado com Silvera, produtor musical que tem no currículo parcerias musicais com Ed Motta e Racionais MC's.

## Discografia

### Singles
| Título            | Ano  | Posições nas Paradas Musicais |
| Título            | Ano  | TOP 10 MPB - Crowley Charts   |
| ----------------- | ---- | ----------------------------- |
| Não Precisa Mudar | 2023 | 1                             |
| Ainda Lembro      | 2023 | 1                             |